# Maria von Braunschweig-Wolfenbüttel (1566–1626)

Maria von Braunschweig-Wolfenbüttel, Herzogin von Sachsen-Lauenburg

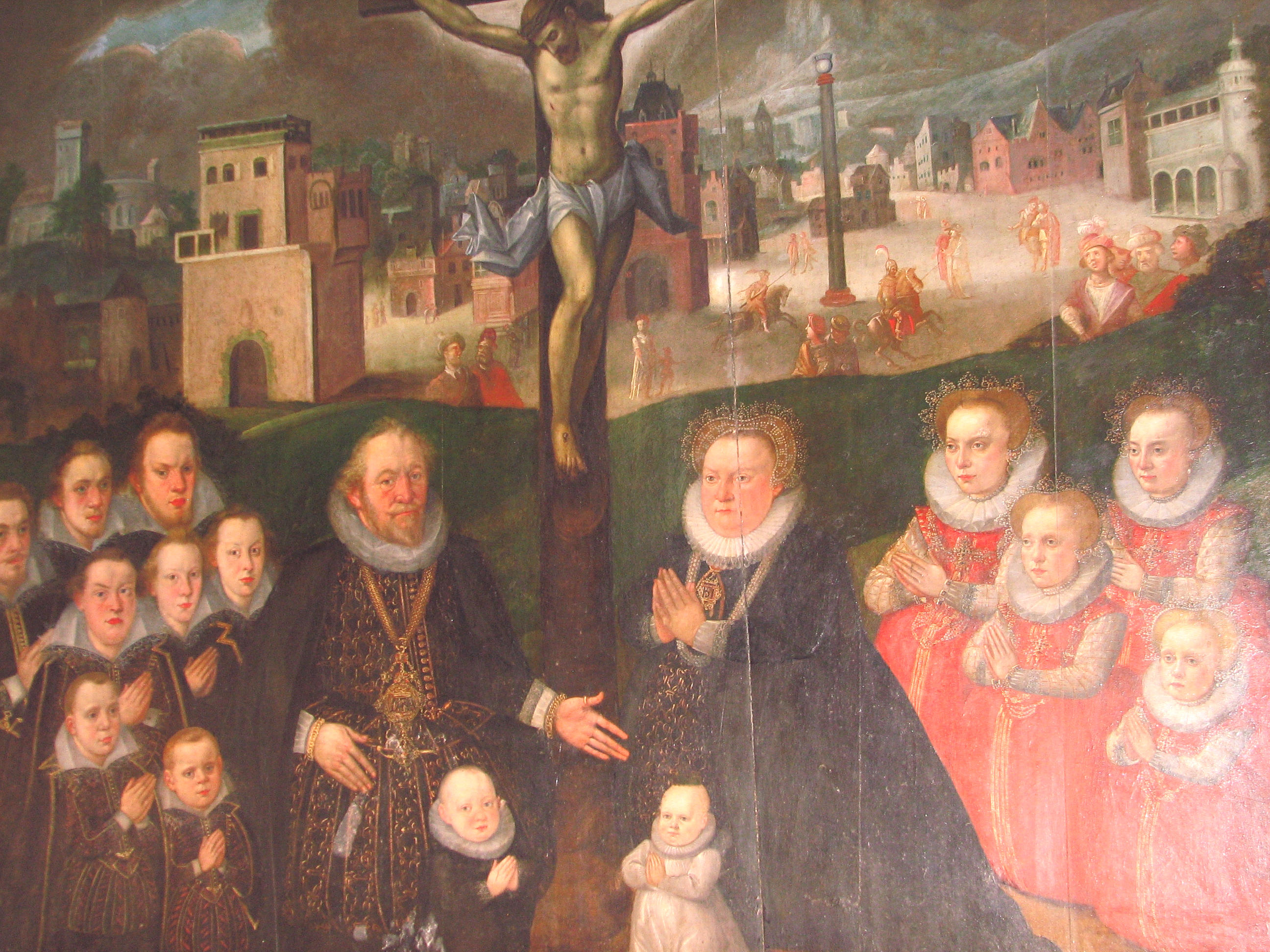
Bildnis Franz’ II. von Sachsen-Lauenburg mit seiner Familie in der Marienkirche von Büchen

Maria von Braunschweig-Wolfenbüttel (* 13. Januar 1566 in Schladen; † 13. August 1626 in Lauenburg) war eine Prinzessin von Braunschweig-Wolfenbüttel und durch Heirat Herzogin von Sachsen-Lauenburg.

## Leben
Maria war eine Tochter des Herzogs Julius von Braunschweig-Wolfenbüttel (1528–1589) aus dessen Ehe mit Hedwig (1540–1602), Tochter des Kurfürsten Joachim II. von Brandenburg.
Sie heiratete am 10. November 1582 in Wolfenbüttel als dessen zweite Ehefrau Herzog Franz II. von Sachsen-Lauenburg (1547–1619). Maria ließ 1608 in Franzhagen, welches ihr als Leibgedinge verschrieben worden war, eine Meierei und eine Hofkirche anlegen.
Maria ist an der Seite ihres Mannes in der dynastischen Grablege der Maria-Magdalenen-Kirche in Lauenburg an der Elbe beigesetzt.

## Nachkommen
Aus ihrer Ehe hatte Maria folgende vierzehn Kinder:
- Franz Julius (1584–1634)

⚭ 1620 Prinzessin Agnes von Württemberg (1592–1629)
- Julius Heinrich (1586–1665), Herzog von Sachsen-Lauenburg

⚭ 1. 1617 Gräfin Anna von Ostfriesland (1562–1621)
⚭ 2. 1628 Prinzessin Elisabeth Sophie von Brandenburg (1589–1629)
⚭ 3. 1632 Freiin Anna Magdalene von Lobkowitz († 1668)
- Ernst Ludwig (1587–1620), gefallen in Aschau
- Hedwig Sibylle (1588–1635)
- Juliane (1589–1630)

⚭ 1627 Herzog Friedrich von Schleswig-Holstein-Norburg (1581–1658)
- Sabine Katharina (*/† 1591)
- Joachim Sigismund (1593–1629)
- Franz Karl (1594–1660)

⚭ 1. 1628 Prinzessin Agnes von Brandenburg (1584–1629)
⚭ 2. 1639 Prinzessin Katharina von Brandenburg (1602–1644)
⚭ 3. Gräfin Christine Elisabeth von Meggau († 1689)
- Rudolf Maximilian (1596–1647)

⚭ Anna Caterina de Dulcina
- Hedwig Marie (1597–1644)

⚭ 1636 Fürst Hannibal Gonzaga von Bozzolo (1602–1668)
- Franz Albrecht (1598–1642), gefallen

⚭ 1640 Prinzessin Christine Margarete zu Mecklenburg (1615–1666)
- Johann Georg (1600–1601)
- Sophie Hedwig (1601–1660)

⚭ 1624 Herzog Philipp von Schleswig-Holstein-Glücksburg (1584–1663)
- Franz Heinrich (1604–1658)

⚭ 1637 Gräfin Marie Juliane von Nassau-Siegen (1612–1665)